# 菊嶋高志朗
菊嶋 高志朗（きくしま こうしろう）は、日本の漫画家。主に読みきり作品が多いギャグ漫画家。

## 作品リスト
- それゆけ!! アフロ先生 - ヤングキング（連載）
- ブラボー祭り - ヤングジャンプ（読みきり）
- ブラボーフェスタ - ヤングジャンプ（読みきり）
- 爆走!男のメルヘン街道 - 漫革（※企画）

| スタブアイコン | サブスタブ | この項目は、まだ閲覧者の調べものの参照としては役立たない、漫画家・漫画原作者に関連した書きかけの項目です。この項目を加筆・訂正などしてくださる協力者を求めています（P:漫画/PJ:漫画家）。 |